# Автопортрет (Рафаель)

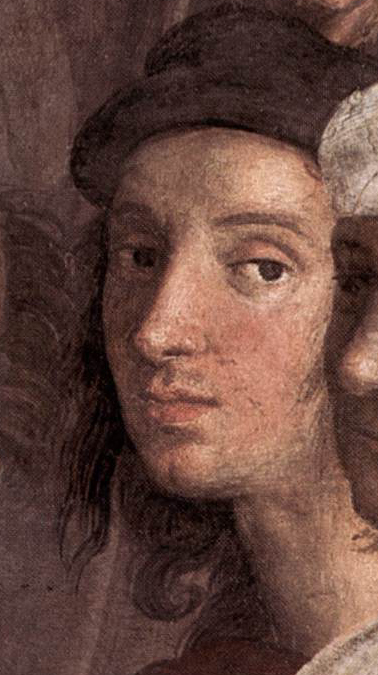
Фрагмент фрески «Афінська школа»

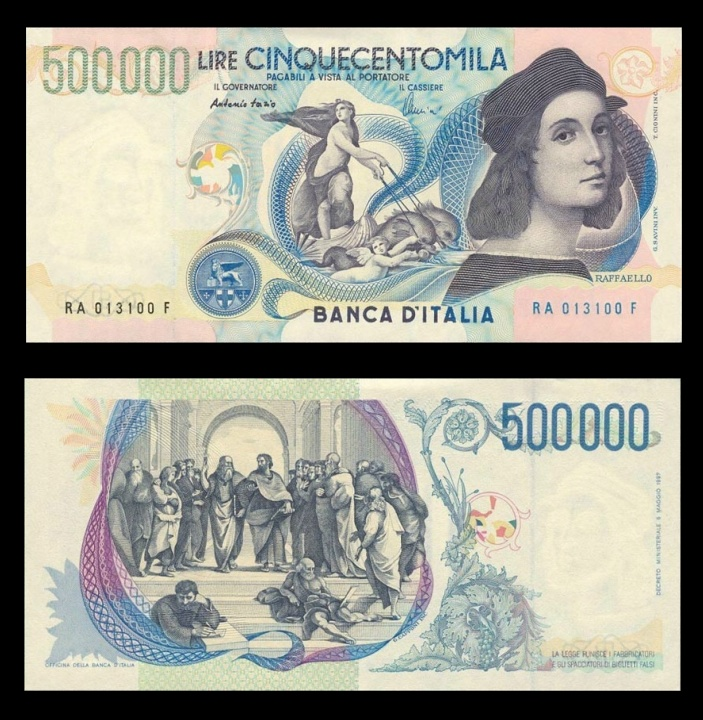
Рафаель на банкнотах

«Автопортрет» — картина відомого художника доби Відродження Рафаеля. Зберігається в галереї Уффіці.
Недавні дослідження полотна виявили малюнок внизу, який підтверджує, що це дійсно справжній автопортрет, написаний близько 1506 року. «Автопортрет» перебував в колекції кардинала Леопольда Медічі, з 1682 року — в зібранні галереї Уффіці.
Автопортрет, схожий на цей, але розвернений дзеркально, зображений на фресці Рафаеля «Афінська школа» в ватиканський «Станці дела Сеньятура» як образ давньогрецького художника Апелеса.